# It’s Tahoe Time
It’s Tahoe Time – album koncertowy Elvisa Presleya, stanowiący zapis występu z 13 października 1974 w Las Vegas. Wydany w 2007 roku.

## Lista utworów
1. "C. C. Rider"
2. "I Got A Woman - Amen"
3. "Love Me"
4. "All Shook Up"
5. "Teddy Bear"
6. "Don’t Be Cruel"
7. "Heartbreak Hotel"
8. "If You Love Me Let Me Know"
9. "Fever"
10. "Big Boss Man"
11. "It's Midnight"
12. "Hound Dog"
13. "Band Introductions"
14. "Lawdy, Miss Clawdy"
15. "Why Me Lord"
16. "I'm Leavin'"
17. "Johnny B. Goode"
18. "Hawaiian Wedding Song"
19. "Can’t Help Falling in Love"
20. " Bonus: Music Makers Guitar featuring James Burton"